# Autobusové nádraží Novi Sad

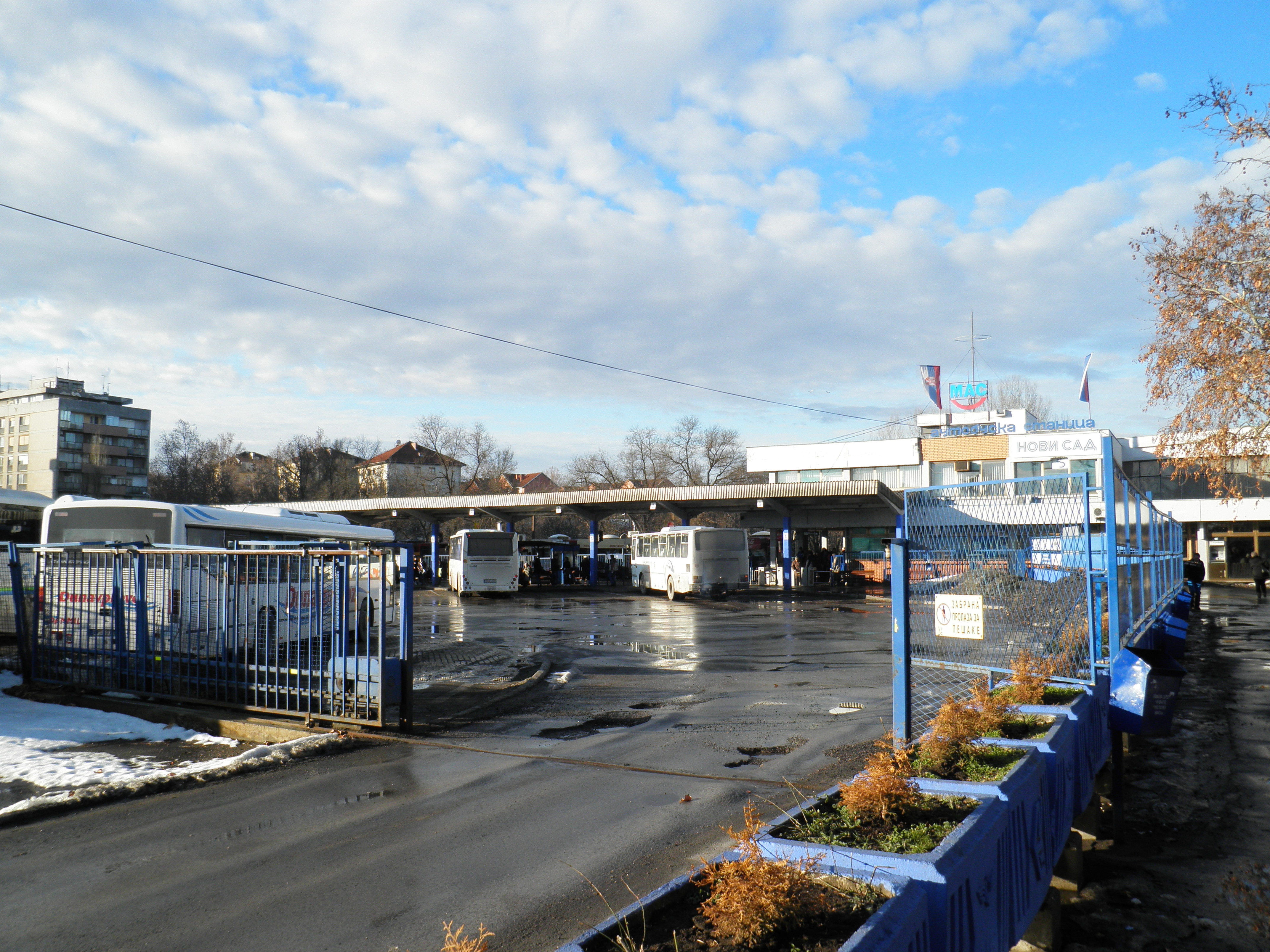
Areál nádraží.

Autobusové nádraží Novi Sad (srbsky Аутобуска станица Нови Сад) je hlavní stanice pro městské i dálkové autobusové spoje v srbském městě Novi Sad, hlavním městě autonomní oblasti Vojvodina. 
Nachází se v blízkosti železniční stanice, a to na severním konci Bulváru osvobození, na třídě Bulevar Jaše Tomića.
Komplex tvoří správní budova autobusového nádraží s pokladnami a zázemím, parkoviště pro veřejnost, nástupiště pro cestující (celkem 14), rozsáhlé parkoviště pro meziměstské autobusy a přiléhající zastávku městské autobusové dopravy.

## Historie
Současné autobusové nádraží bylo dokončeno a dáno do užívání v roce 1967. V této době byla dokončena i železniční stanice a okolní nová výstavba.
Autobusové nádraží mělo být nahrazeno novou stanicí, nicméně ta se nachází dále od hlavních dopravních křižovatek města a nikdy nebyla otevřena a využívána jednotlivými dopravci. Předpokládá se rozšíření stanice v budoucnu. Předpokládá se změna organizace dopravy a rozšíření celého areálu západním směrem k železničnímu parku.